# St. Stephen (Minnesota)
St. Stephen és una població dels Estats Units a l'estat de Minnesota. Segons el cens del 2000 tenia 860 habitants.

## Demografia
Segons el cens del 2000, St. Stephen tenia 860 habitants, 289 habitatges, i 238 famílies. La densitat de població era de 90,2 habitants per km².
Dels 289 habitatges en un 51,2% hi vivien nens de menys de 18 anys, en un 73,7% hi vivien parelles casades, en un 4,2% dones solteres, i en un 17,6% no eren unitats familiars. En el 14,2% dels habitatges hi vivien persones soles el 4,8% de les quals corresponia a persones de 65 anys o més que vivien soles. El nombre mitjà de persones vivint en cada habitatge era de 2,98 i el nombre mitjà de persones que vivien en cada família era de 3,31.
Per edats la població es repartia de la següent manera: un 32,9% tenia menys de 18 anys, un 7% entre 18 i 24, un 38% entre 25 i 44, un 15% de 45 a 60 i un 7,1% 65 anys o més.
L'edat mediana era de 31 anys. Per cada 100 dones de 18 o més anys hi havia 106,1 homes.
La renda mediana per habitatge era de 55.078 $ i la renda mediana per família de 56.328 $. Els homes tenien una renda mediana de 34.740 $ mentre que les dones 25.313 $. La renda per capita de la població era de 20.445 $. Entorn de l'1,7% de les famílies i el 2,8% de la població estaven per davall del llindar de pobresa.

## Poblacions més properes
El següent diagrama mostra les poblacions més properes.